# Atos Wirtanen
Atos Kasimir Wirtanen (né le 27 janvier 1906 à Saltvik, Åland et mort le 10 mars 1979 à Helsinki), est un intellectuel de gauche finlandais, journaliste, membre du parlement finlandais (1936-1953) et critique culturel.

## Écrits
- Den skapande handen, Omakustanne, Helsingfors, 1931.
- Kaos och kristall, Söderström, Helsingfors, 1935.
- Svenska folkpartiet, socialdemokratin och det förestående valslaget, Finlands svenska arbetarförbund, Helsingfors, 1939.
- Stoft och öde, Söderström, Helsingfors, 1941.
- Amor fati: Dikter, Bonnier, Stockholm, 1942.
- Ett enat Norden: Morgondagens nödvändighet, Söderström, Helsingfors, 1942, Bokförlaget Natur och Kultur, Stockholm, 1942.
- Yhtynyt Pohjola: Huomispäivän välttämättömyys, Söderström & Co, Helsinki 1943.
- Friedrich Nietzsche den otidsenlige, Söderström, Helsingfors, 1945.
- Ofärd och gryning, Arbetarförlaget, Helsingfors, 1946.
- Atos Wirtanen skriver brev till en kamrat, Författaren, Helsingfors, 1948.
- Socialdemokratins väg, Författaren, Helsingfors, 1948.
- Sosialidemokratian tie, Tekijä, Helsinki, 1948.
- Framåt – men hur? Tankar om arbetarrörelsens samverkan och enhet, Socialistiska enhetspartiet, Helsinki, 1951.
- Eteenpäin – mutta miten? Ajatuksia työväenliikkeen yhteistyöstä ja yhtenäisyydestä, Sosialistinen yhtenäisyyspuolue, Helsinki, 1951.
- Framtida, Författarens förlag, Helsingfors, 1951.
- Tekniken och människan: ett darwinistiskt-marxistiskt perspektiv, Författarens förlag, Helsingfors, 1951.
- Tekniikka ja ihminen: darwinistis-marxilaisia näköaloja, Omakustanne, Helsinki, 1951.
- Mygg med musköt, Författarens förlag, Helsingfors, 1951 (nimimerkillä Musketören).
- Tekniken, människan, kulturen: teknokratisk historietolkning, Bokgillet, Uppsala, 1959.
- August Strindberg: Liv och dikt, Söderström, Helsingfors, 1962.
- August Strindberg: Ihminen ja kirjailija, WSOY, 1962.
- Mot mörka makter, Söderström, Helsingfors, 1963.
- Pimeitä voimia vastaan, Aalto, Helsinki, 1964.
- Aforistik i urval, Söderström, Helsingfors, 1965.
- Salaiset keskustelut: Eduskunnan suljettujen istuntojen pöytäkirjat 1939-1944, Koonnut ja huomautuksin julk. Atos Wirtanen. Caius Kajanti, Helsinki, 1967.
- Lenin: Elämä ja työ, Tammi, 1970.
- Politiska minnen, Söderström, Helsingfors, 1973.
- Poliittiset muistelmat, Käsikirjoituksesta suomentanut Aaro A. Vuoristo, Otava, 1972.
- Och så vidare? betraktelser av en utopist i vår tid, Söderström, Helsingfors, 1984.